# Gouanieae
Gouanieae sind eine Tribus in der Familie der Kreuzdorngewächse (Rhamnaceae), der sechs Gattungen zugeordnet sind. Die meisten Vertreter der Tribus wachsen in den Tropen und Subtropen von Amerika, Asien und Afrika. 

## Beschreibung
Die Vertreter der Tribus sind meist unbewehrte, kletternde Sträucher, die Vertreter der Gattung Crumenaria sind Ranken bildende krautige Pflanzen. Die Laubblätter wachsen wechselständig und sind gestielt und ganzrandig. Die Aderung ist gefiedert oder handförmig. Die Nebenblätter fallen meist früh ab. Der Fruchtknoten ist unterständig und meist dreifächrig, seltener zwei- oder vierfächrig. Der nektarbildende Diskus ist fleischig, sternförmig oder fünfeckig. Die Früchte sind dreifächrige, meist dreiflügelige, längliche Kapseln, die sich der Länge nach öffnen, wobei jede Kammer einen Samen enthält. Die Samenschale ist ledrig, ein Endosperm vorhanden und fleischig. Die äußere Pollenwand (Exine) ist gerillt, netzartig gerillt, gerunzelt oder durchlöchert.
Die Chromosomenzahl beträgt für die Gattung Helinus 2n = 22.

## Verbreitung
Die Vertreter der Tribus wachsen in den Tropen und Subtropen von Amerika, Asien und Afrika, auf Madagaskar und auf Inseln des Indischen Ozeans.

## Systematik und Forschungsgeschichte
Gouanieae ist eine der elf Tribus der Familie der Kreuzdorngewächse (Rhamnaceae) mit Gouania Jacq. als Typus-Gattung. Der Tribus werden sechs Gattungen zugeordnet:
- Alvimiantha Grey-Wilson
- Crumenaria Mart.
- Gouania Jacq.
- Helinus E. Mey. ex Endl.
- Pleuranthodes A.Weberb.
- Reissekia Endl.[1]

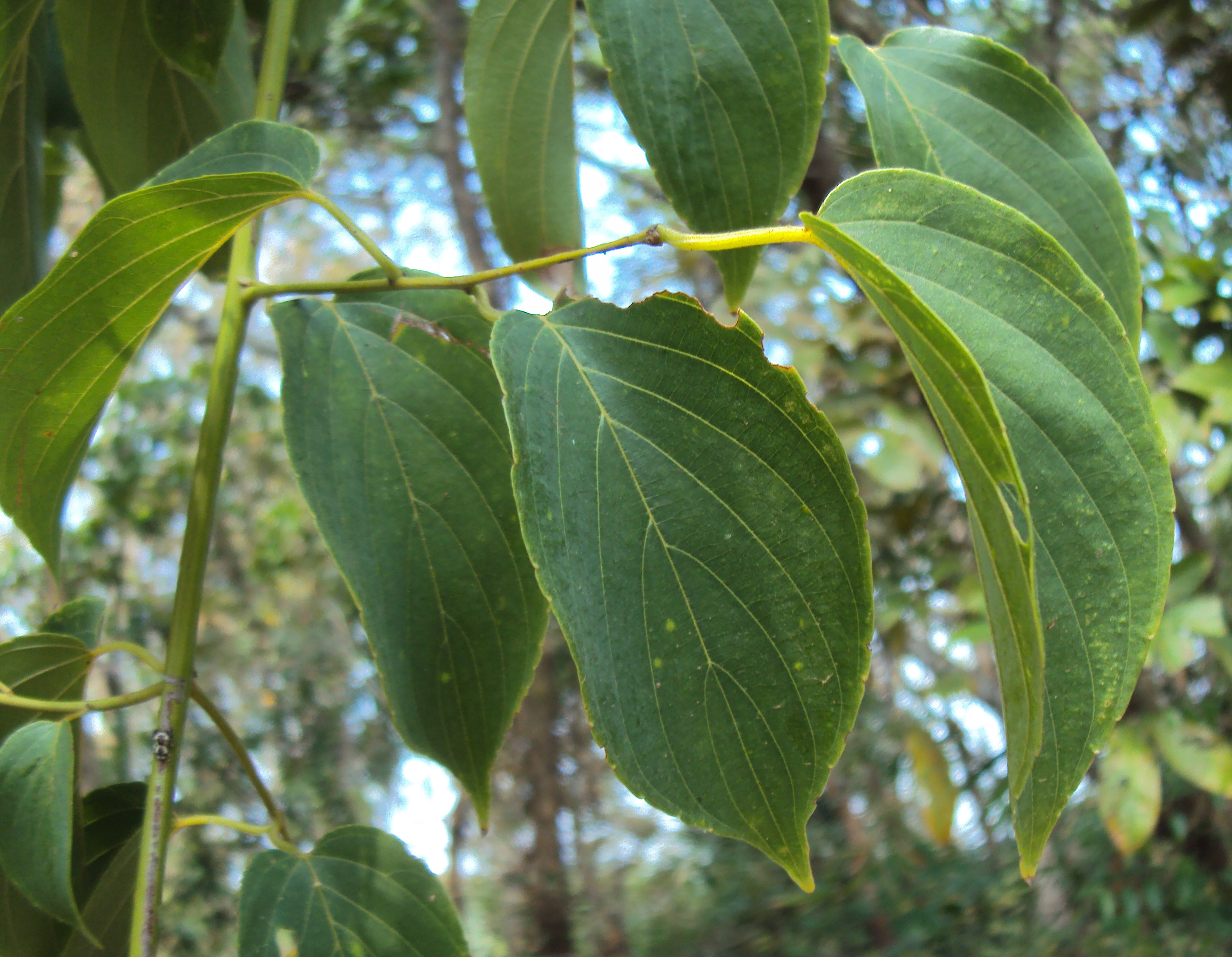
Laubblätter von Gouania microcarpa
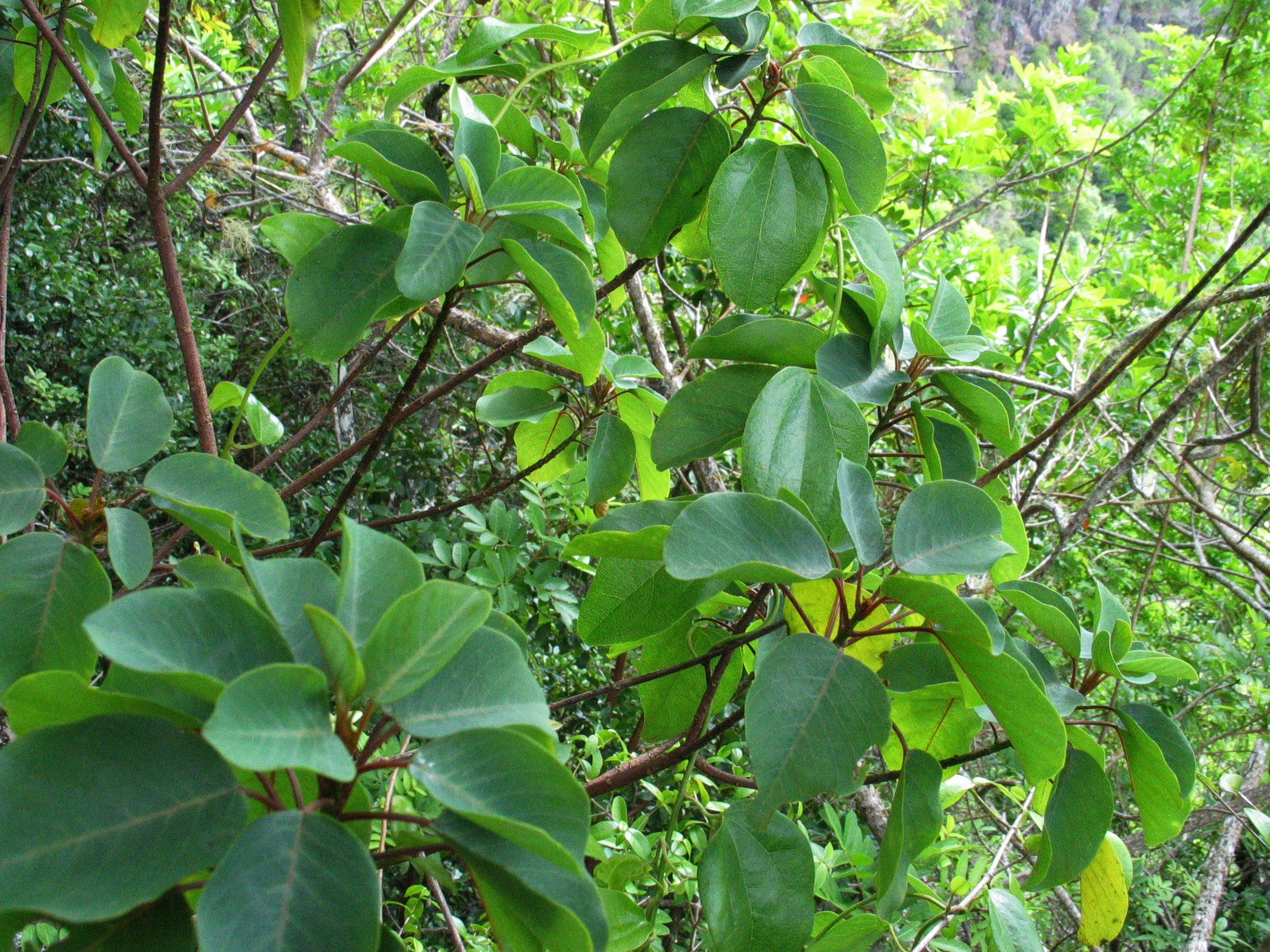
Zweige und Laubblätter von Gouania meyenii
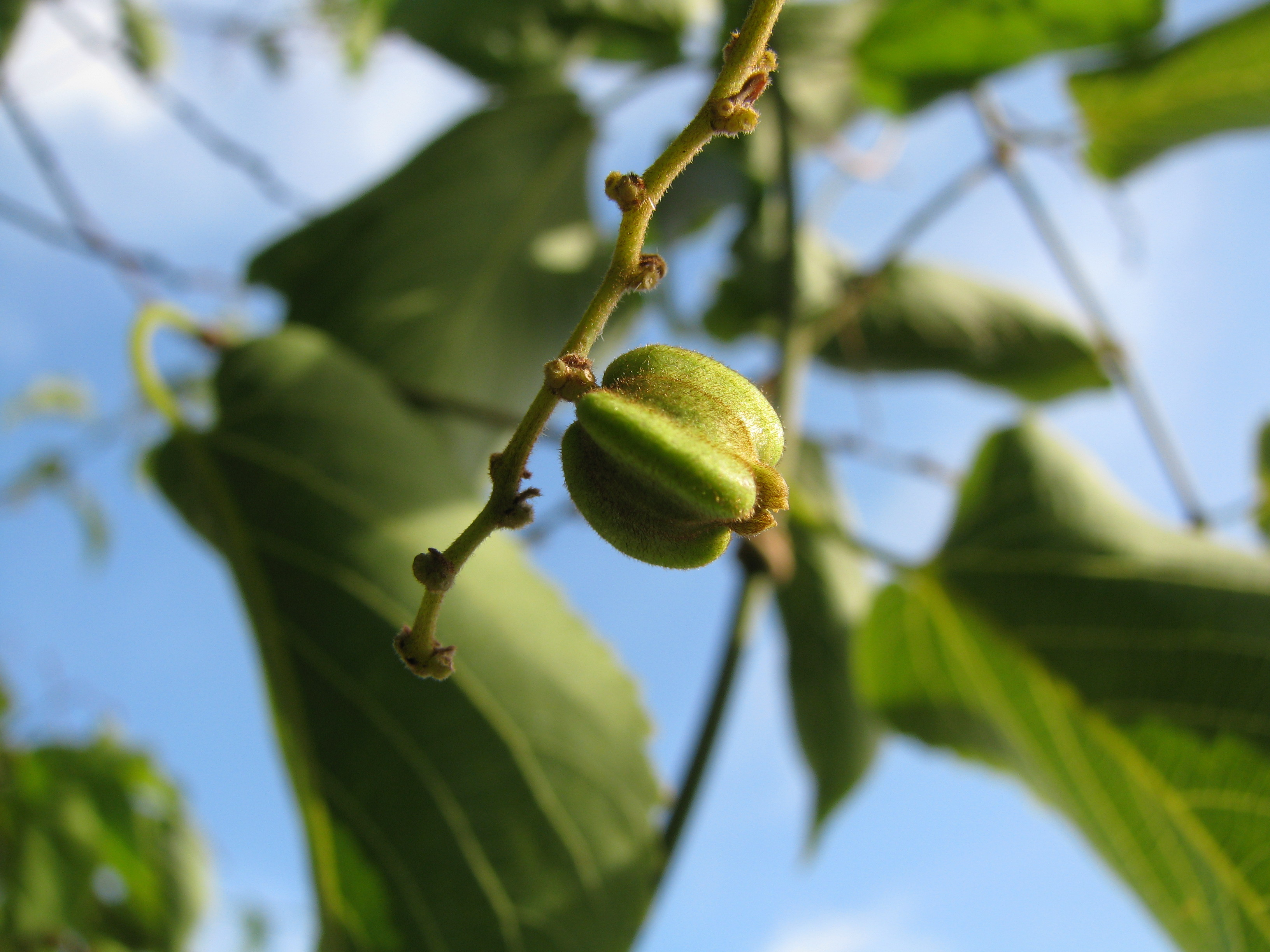
Frucht von Gouania vitifolia
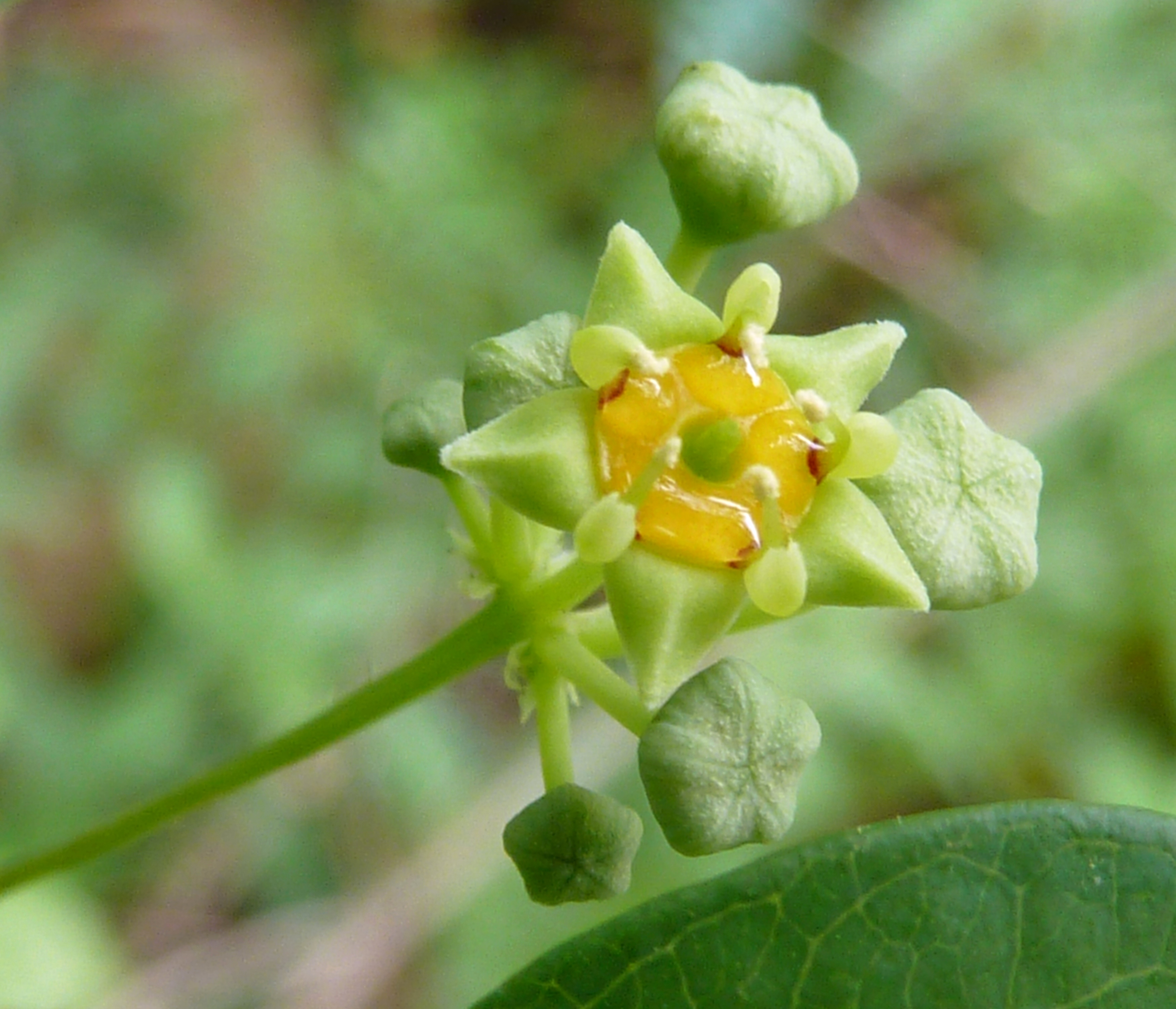
Blütenstand von Helinus integrifolius